# Peštan
Le Peštan (en serbe cyrillique : Пештан) est une rivière de Serbie et affluent droit de la rivière Kolubara. Sa longueur est de 33 km. Elle appartient au bassin versant de la mer Noire.
La rivière prend sa source au nord du mont Bukulja. Son cours emprunte un trajet est-sud-est et, après 33 km, la rivière se jette dans la Kolubara à la hauteur du village de Vreoci, dans la municipalité de Lazarevac.